# Devrim Lingnau
Devrim Lingnau (* 17. listopadu 1998 Mannheim) je německá herečka.

## Život
Narodila se v Mannheimu tureckému otci a německé matce a vyrůstala dvojjazyčně. Během školní docházky studovala balet a navštěvovala Taneční akademii při Vysoké škole múzických umění v Mannheimu. Na Státní akademii výtvarných umění v Karlsruhe začala studovat u německé umělkyně Ully von Brandenburgové.
V roce 2014 hrála v celovečerním filmu televizní stanice ZDF Aktenzeichen XY ... ungelöst (Číslo spisu XY... nevyřešeno). V letech 2014–2015 opakovaně hrála v roli Jasemin v mysteriózním seriálu pro mládež Fluch des Falken na Bavorském rozhlase a další role na dětském kanálu KiKA. V roce 2017 se objevila v německé televizní minisérii Unter Verdacht: Verlorene Sicherheit stanic ZDF a ARTE, hrála turecko-německou Alejnu Karu v režii Andrease Herzoga. V epizodě „Kinderkram“ seriálu Die Kanzlei televize ARD byla v roce 2018 k vidění v epizodní roli Tonji.
V roce 2017 odmaturovala na gymnáziu Johann-Sebastian-Bach-Gymnasium v Mannheimu-Neckarau. V roce 2019 hrála v britském filmu Carmilla po boku Jessicy Raine, Hannah Rae a Tobiase Menziese, kde ztvárnila titulní roli. Film měl premiéru na Mezinárodním filmovém festivalu v Edinburghu v roce 2019. V roce 2021 si zahrála v německém televizním filmu Borga režiséra Yorka-Fabiana Raabeho, kde hrála po boku Christiane Paulové její dceru.
V prosinci 2020 bylo oznámeno, že se ujme titulní role v seriálu Císařovna pojednávající o císařovně Alžbětě Bavorské po boku Philipa Froissanta v roli císaře Františka Josefa I. Seriál byl uveden 29. září 2022.

## Filmografie
- 2014: Aktenzeichen XY … ungelöst (seriál) – 1. díl
- 2014–2015: Fluch des Falken (seriál)
- 2017: Unter Verdacht: Verlorene Sicherheit (seriál)
- 2018: Immortality (miniseriál)
- 2018: Die Kanzlei – Kinderkram (seriál)
- 2019: In Wahrheit – Still ruht der See (seriál)
- 2019: Carmilla (film) - Carmilla
- 2019: Der Bozen-Krimi – Gegen die Zeit (seriál)
- 2019: Auerhaus
- 2020: Der Kriminalist (seriál) – 1. díl
- 2021: Borga
- 2021: Allmen und das Geheimnis der Erotik (seriál)
- 2022: Císařovna (seriál, Netflix) – Alžběta Bavorská